# Adrian Duicu
Adrian Duicu (n.  ?) este un politician român, membru PSD, fost președinte al consiliului județean Mehedinți și președinte al PSD Orșova.

## Controverse
Pe 3 aprilie 2014, Adrian Duicu și comisarul-șef de poliție Ștefan Ponea au fost reținuți de procurorii Direcției Naționale Anticorupție pentru 24 de ore sub acuzațiile de abuz în serviciu și trafic de influență.
Printre acuzațiile care i se aduc liderului PSD Mehedinți este și cea de  „determinare a unor agenți economici din județ să încheie contracte de publicitate sau de sponsorizare, în condiții favorabile” cu un post local de televiziune.
Mai exact, este vorba despre postul Tele 2, care aparține familiei lui Duicu.
Pe 28 iulie 2014, Adrian Duicu a fost trimis în judecată de procurorii DNA pentru opt infracțiuni de corupție dintre care două de trafic de influență și două de dare de mită.
Pe 20 decembrie 2017, a fost condamnat de Curtea de Apel București (CAB), la un an și șase luni de închisoare cu suspendare. El a stat în arest preventiv și la domiciliu timp de aproximativ un an.